# Tony Jacklin
Anthony Jacklin (Scunthorpe, 7 luglio 1944) è un golfista inglese.
Tony Jacklin è stato il golfista inglese di maggior successo della sua generazione, avendo vinto quattro volte nel PGA Tour e otto volte nello European Tour.

## Biografia
Jacklin conseguì il suo primo major championships proprio in Inghilterra al Royal Lytham & St Annes Golf Club, ottenendo un successo che agli inglesi mancava da diciotto anni, cioè dalla vittoria di Max Faulkner al Royal Portrush nel 1951: con uno score finale di 280 e due colpi di vantaggio sul neozelandese Bob Charles e tre sull'australiano Peter Thomson, Jacklin riuscì a riportare finalmente a casa la Claret Jug.
Nel 1970 Jacklin vinse anche lo U.S. Open giocato ad Hazeltine National Golf Club (Minnesota): con un fantastico 281 cioè sette sotto il par finale (71-70-70-70), lasciò a sette lunghezze il primo degli inseguitori, lo statunitense Dave Hill. Erano più di quarant'anni, dai tempi della vittoria di Tommy Armour nel 1927 a Oakmont, che un europeo non vinceva lo U.S. Open Trophy.
Negli anni ottanta Jacklin fu anche capitano del team europeo della Ryder Cup: dopo una prima sconfitta di misura negli Stati Uniti (1983), con la sua guida l'Europa vinse due volte la coppa (a Belfry nel 1985 e al Muirfield Village in Pennsylvania nel 1987) e pareggiò in una ulteriore occasione conservando comunque la coppa in quanto detentrice (nuovamente a Belfry nel 1989).